# Selaginella kunzeana
Selaginella kunzeana är en mosslummerväxtart som beskrevs av Addison Brown. Selaginella kunzeana ingår i släktet mosslumrar, och familjen mosslummerväxter. Inga underarter finns listade i Catalogue of Life.